# Perfluor-2-propoxypropaanzuur
Perfluor-2-propoxypropaanzuur (PFPPZ), ook bekend onder de afkortingen FRD-903 en HFPO-DA en de meer volledige naam 2,3,3,3-tetrafluor-2-(heptafluorpropoxy)propaanzuur)is een stof uit de groep PFAS, meer specifiek: een PFECA.

De stof is vooral bekend geworden als een van de componenten in het GenX-proces. 

## Milieuaspecten
De stof is niet of moeilijk biologisch afbreekbaar en wordt in water ook niet gehydrolyseerd.

## Regelgeving
Zowel in Nederland, België als op Europees niveau is sinds het eind van de jaren 2010 gewerkt aan regelgeving ten aanzien van PFAS, waaronder dus ook PFPPZ. In dit kader speelde in België ook het PFOS-schandaal. Ook in de Verenigde Staten, in de staat Michigan, is sinds 2020 regelgeving van kracht die een maximum aan PFAS in drinkwater vastlegt van 370 delen per trillion (biljoen) (ppt).

## Toepassingen
Het ammoniumzout van PPPPZ, ({\displaystyle {\ce {NH4PFPPZ}}}), bekend onder de afkorting FRD-902 is de specifieke component van het door Chemours gepatenteerde GenX proces.